# Plaisance (métro de Paris)
Pour les articles homonymes, voir Plaisance.
Plaisance est une station de la ligne 13 du métro de Paris, située dans le 14e arrondissement de Paris.

## Situation
La station est implantée à l'ouest du quartier de Plaisance, sous la rue Raymond-Losserand à son l'intersection avec la rue d'Alésia, les quais étant établis au sud du croisement précité. Orientée selon un axe nord-est/sud-ouest, elle s'intercale entre les stations Pernety et Porte de Vanves.

## Histoire
La station est ouverte le 21 janvier 1937 avec la mise en service du premier tronçon de l'ancienne ligne 14 entre Porte de Vanves et Bienvenüe (aujourd'hui Montparnasse - Bienvenue).
Elle doit sa dénomination à son implantation au sein du quartier de Plaisance, dont le toponyme, popularisé par le lotisseur Alexandre Chauvelot au milieu du XIXe siècle pour attirer les acheteurs des parcelles mises en vente, renvoie à l'ancien hameau de Plaisance.
Le 9 novembre 1976, à la suite de la fusion de la ligne 14 avec l'actuelle ligne 13, la station est transférée à cette dernière, laquelle est alors prolongée par phases successives depuis son terminus sud initial de Saint-Lazare et relie dorénavant Saint-Denis - Basilique (actuelle station Basilique de Saint-Denis) au nord-est ou Porte de Clichy au nord-ouest à Châtillon - Montrouge au sud.
Dans le cadre du programme « Renouveau du métro » de la RATP, les couloirs de la station ainsi que l'éclairage des quais sont rénovés le 8 novembre 2002.
Du 10 septembre 2024 au 30 juin 2026, c'est au tour des quais de faire l'objet d'une réfection des parois dans le cadre de l'opération « Un métro + beau ». Cette modernisation ne reconduit pas la décoration d'origine, contrairement à la tendance dans les stations historiques du réseau depuis les années 2020. Ainsi, les cadres publicitaires en faïence de couleur miel à motifs végétaux, typiques du style décoratif d'entre-deux-guerres de l'ancienne CMP, sont remplacés par des entourages plus sobres en céramique blanche, tandis que le nom de la station est dorénavant inscrit sur de simples plaques émaillées et non plus incorporé dans la faïence des piédroits. 

### Fréquentation
Selon les estimations de la RATP, la station a vu entrer 4 784 211 voyageurs en 2019, ce qui la place à la 87e position des stations de métro pour sa fréquentation. En 2020, avec la crise du Covid-19, son trafic annuel tombe à 2 590 236 voyageurs, la classant alors au 79e rang, avant de remonter progressivement en 2021 avec 3 521 753 entrants comptabilisés, ce qui la place à la 76e position des stations du réseau pour sa fréquentation cette année-là.

## Services aux voyageurs

### Accès
La station dispose de cinq accès, dont les quatre premiers sont ornés d'une balustrade et d'un candélabre de type Dervaux :
- l'accès 1 « Rue des Suisses », constitué d'un escalier fixe, débouchant au droit du no 205 de la rue d'Alésia ;
- l'accès 2 « Rue d'Alésia », également constitué d'un escalier fixe, se trouvant face au no 168 de cette rue ;
- l'accès 3 « Rue Decrès », constitué d'un escalier fixe, se situant au droit du no 170 de la rue d'Alésia ;
- l'accès 4 « Square », constitué d'un escalier fixe, débouchant sur la rue d'Alésia face au jardin Chérifa (aussi appelé jardin Alésia - Raymond-Losserand) ;
- l'accès 5 « Rue Raymond-Losserand - Hôpitaux », constitué d'un escalier mécanique attenant au square, permettant uniquement la sortie depuis le quai en direction de Châtillon - Montrouge pour déboucher sur la rue Raymond-Losserand à proximité du no 140.

Accès à la station
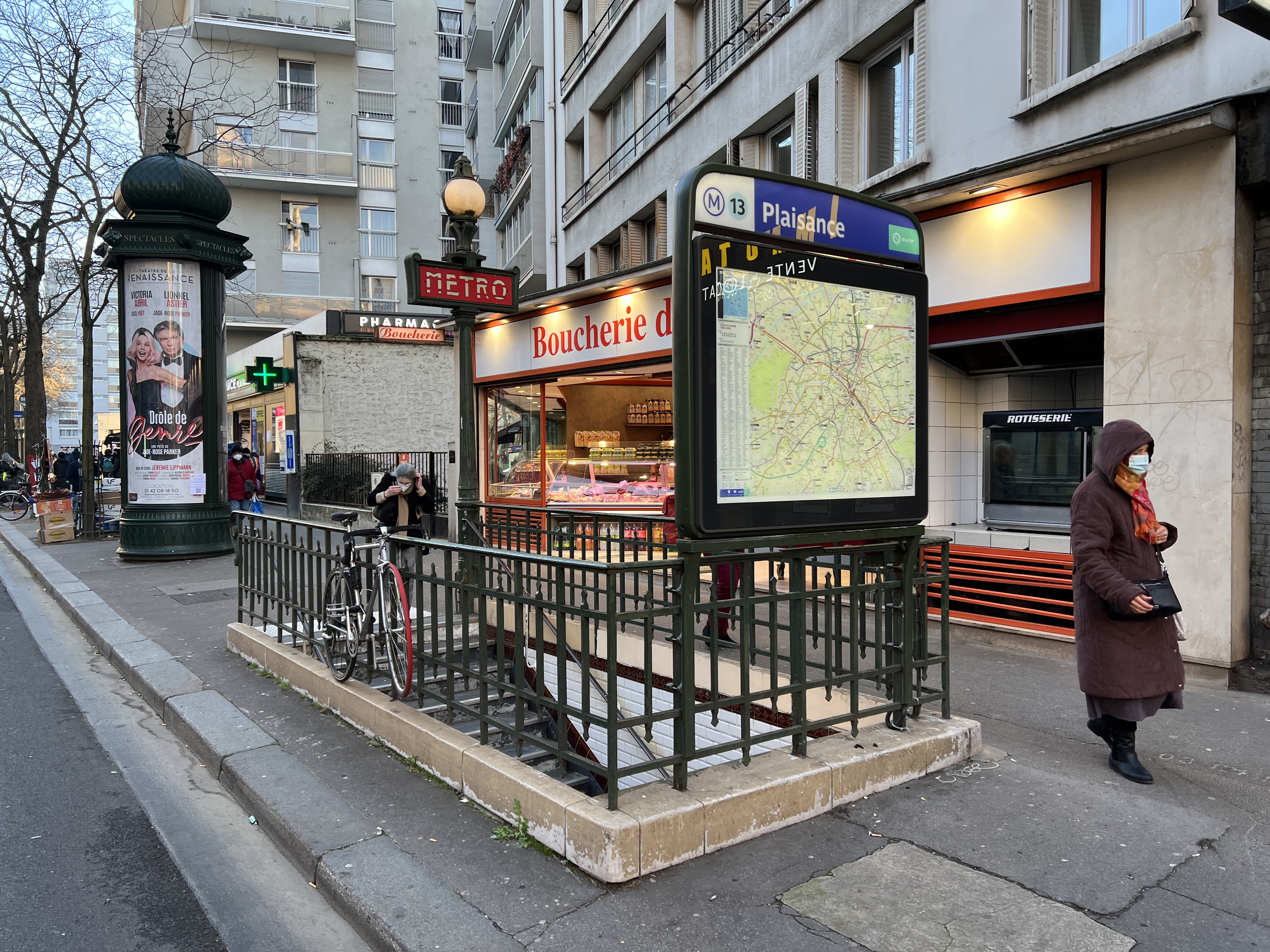
L'accès no 1 « Rue des Suisses ».
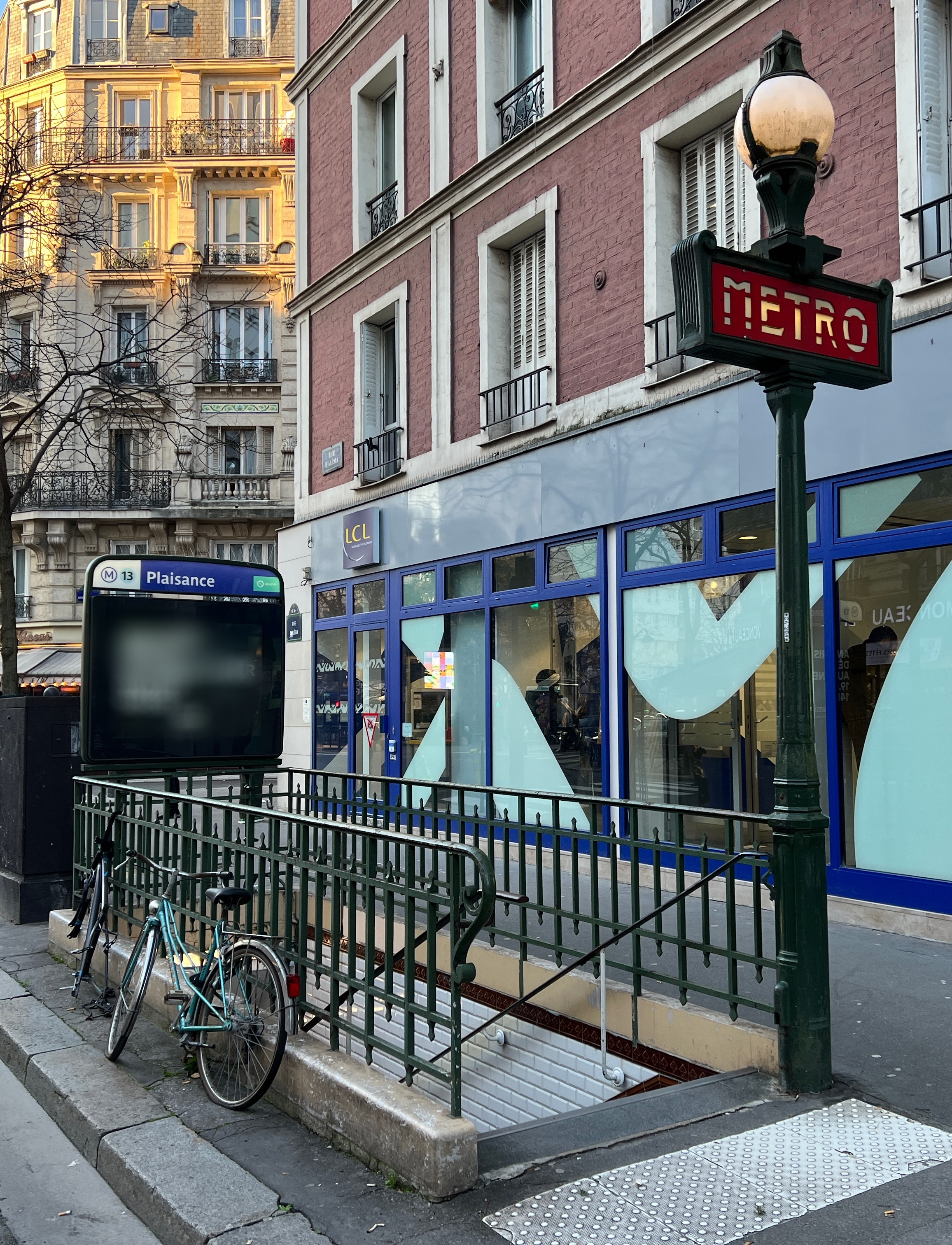
L'accès no 2 « Rue d'Alésia ».
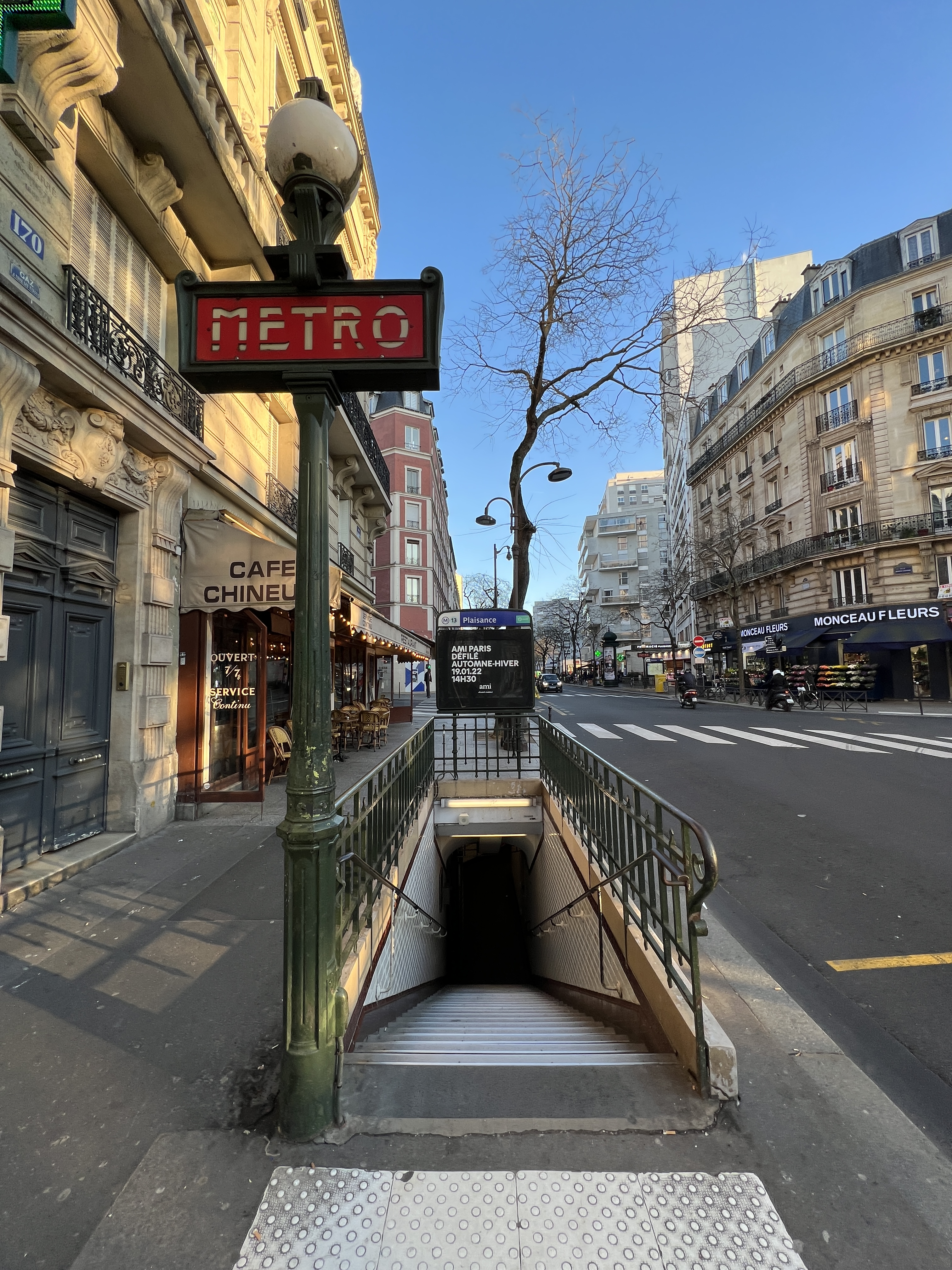
L'accès no 3 « Rue Decrès ».
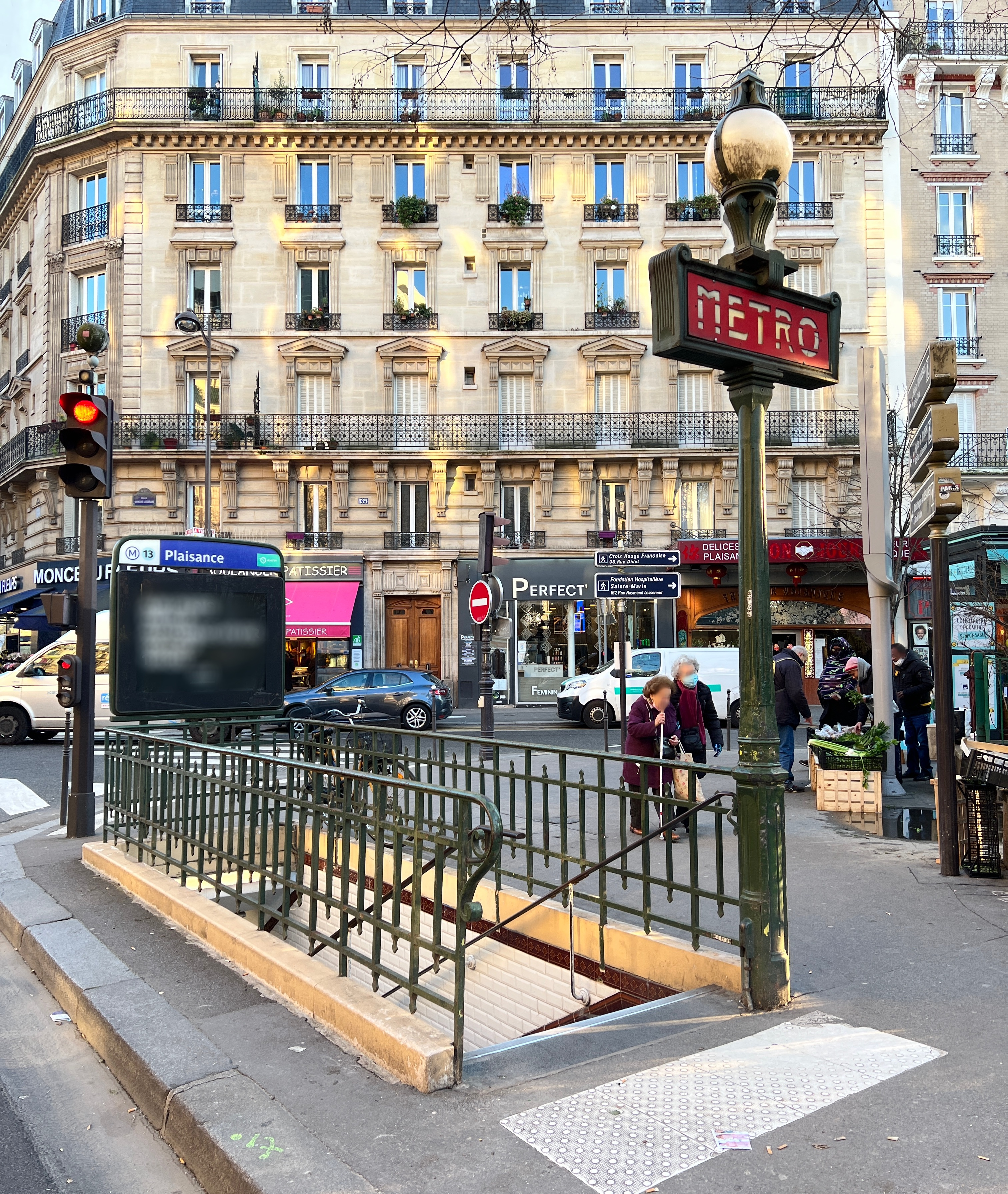
L'accès no 4 « Square ».
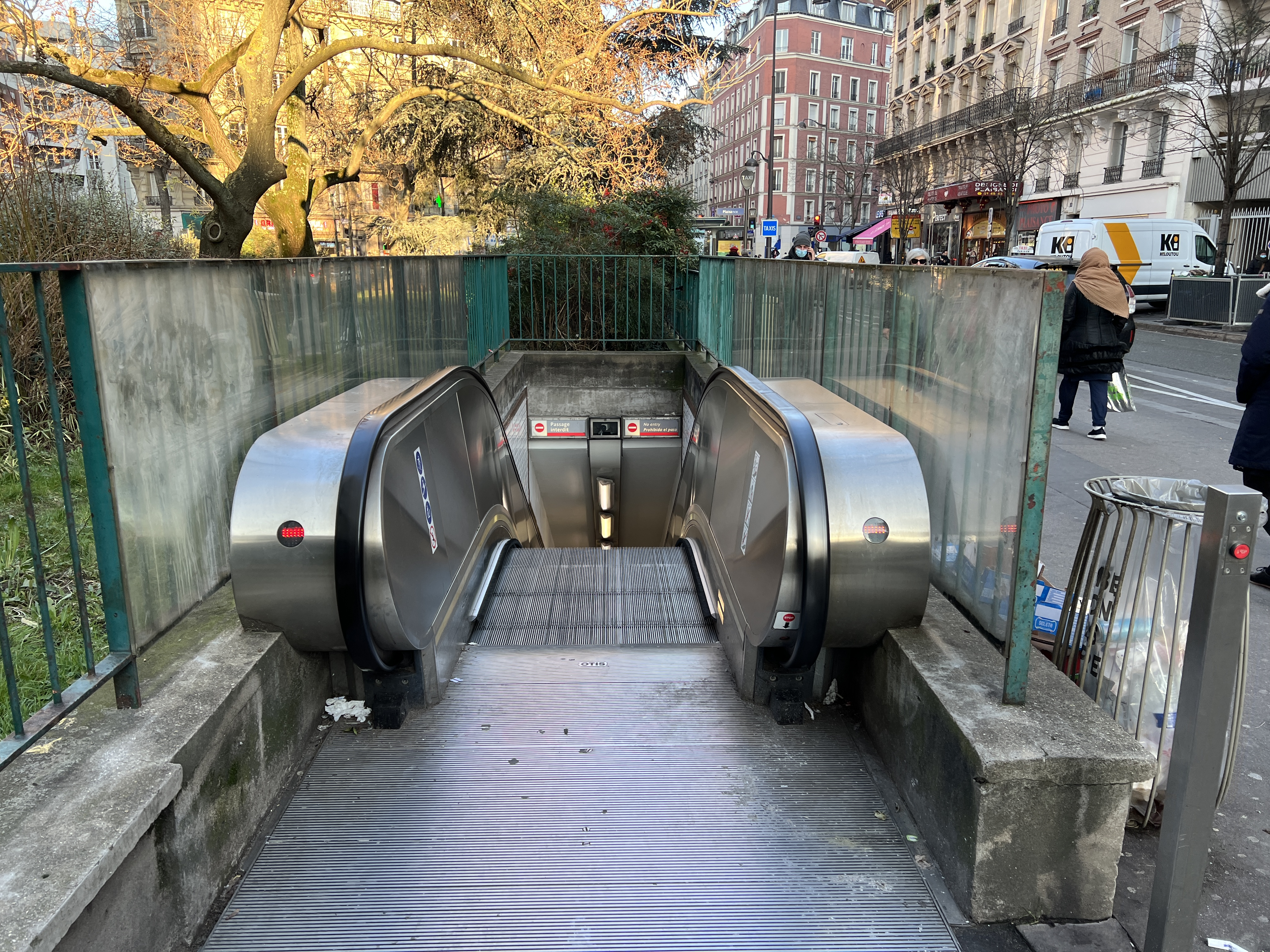
L'accès no 5 « Rue Raymond-Losserand ».

### Quais

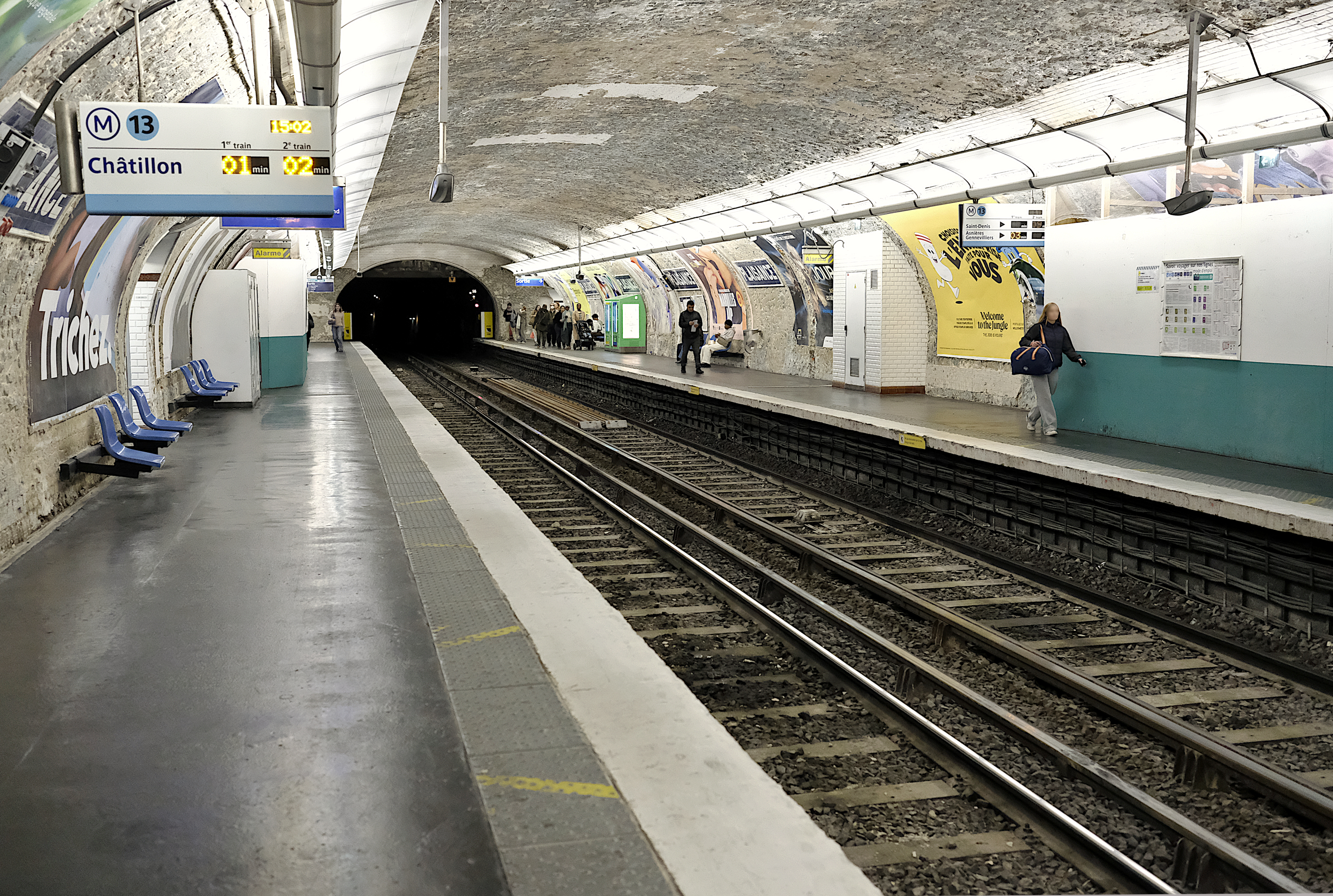
Station de métro Plaisance en 2024 (quai pour Châtillon).

Plaisance est une station de configuration standard : elle possède deux quais séparés par les voies du métro et la voûte est elliptique. La décoration est du style utilisé pour la majorité des stations du métro : les bandeaux d'éclairage sont blancs et arrondis dans le style « Gaudin » du renouveau du métro des années 2000, et les carreaux en céramique blancs biseautés recouvrent les pieds-droits, la voûte et les tympans. Les cadres publicitaires sont en faïence de couleur miel à motifs végétaux et le nom de la station est également en faïence dans le style d'entre-deux-guerres de la CMP d'origine. Les sièges sont de style « Motte » de couleur bleue. La station se distingue cependant par la partie basse de ses piédroits qui est verticale et non elliptique, conséquence de la moindre largeur de la voirie en surface.

### Intermodalité
La station est desservie par les lignes de bus 59 et 62 du réseau de bus RATP et, la nuit, par la ligne N63 du Noctilien.

## À proximité
- Jardin Chérifa (anciennement square Alésia-Ridder)
- Jardin de la Place-Louise-Losserand
- Square Valentine-Shchlegel
- Jardin du Moulin de la Vierge - Carole Roussopoulos
- Square Frédéric-Bazille
- Square Henri-et-Achille-Duchêne
- Square du Père-Plumier
- Hôpital Saint-Joseph
- Impasse Florimont (où vécut Georges Brassens de 1944 à 1966)

Galerie de photographies
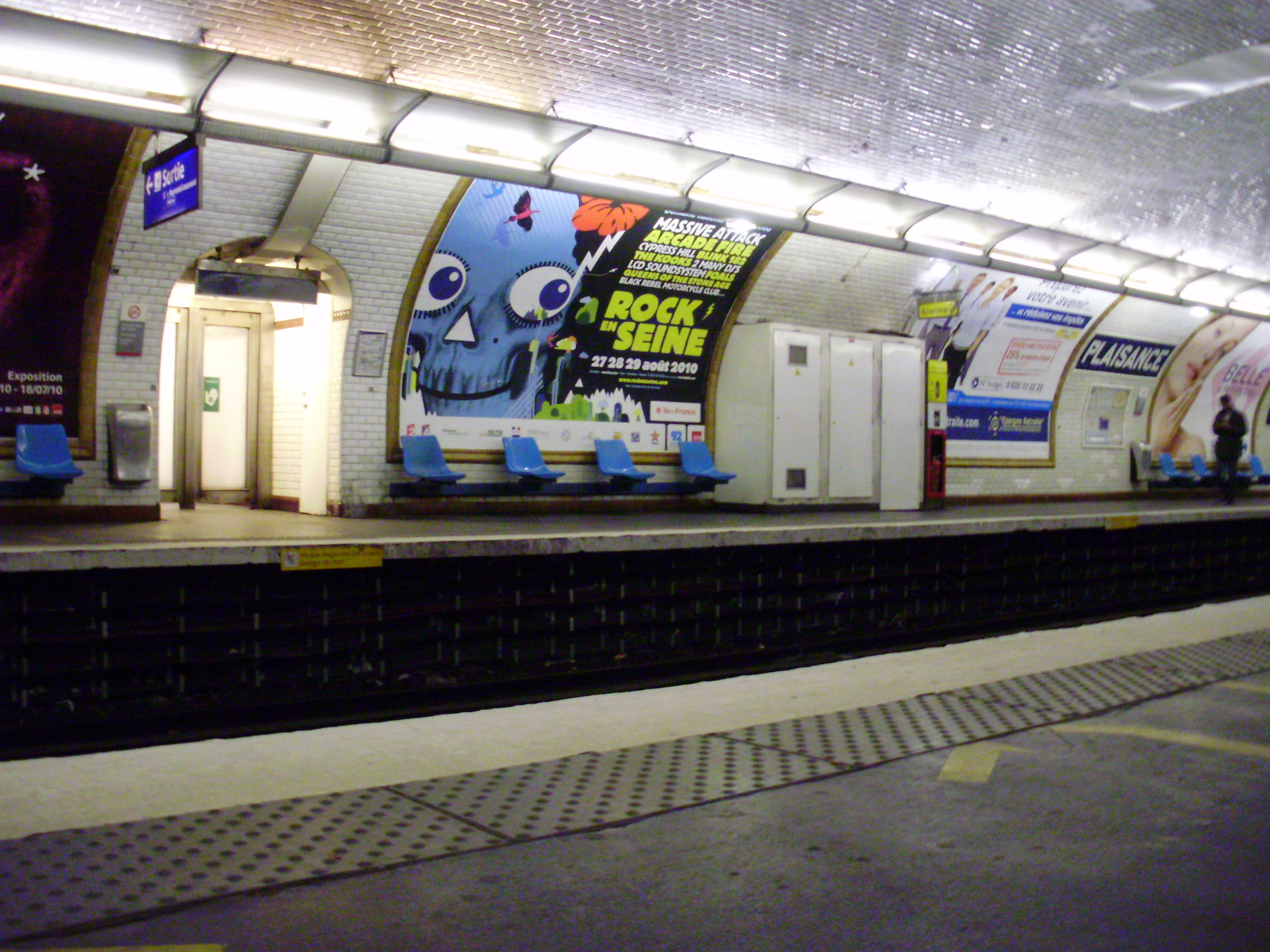
Quai en direction de Châtillon - Montrouge doté d'une sortie avec un escalier mécanique.
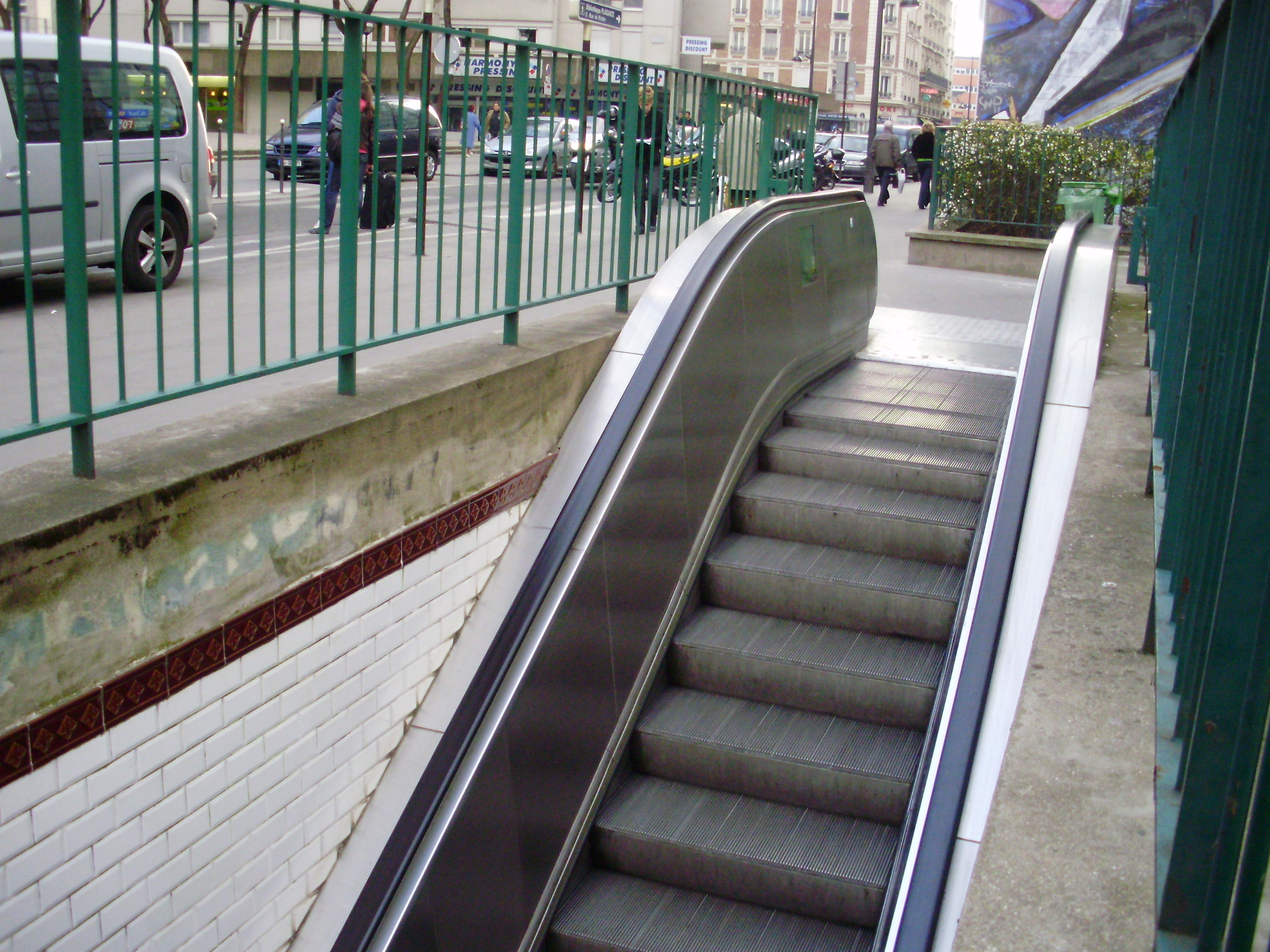
Sortie rue Raymond-Losserand.